# Dragón chino
El dragón chino (en chino tradicional, 龍; en chino simplificado, 龙; pinyin, lóng) es un animal mitológico y legendario de China y de otras culturas asiáticas que dispone de partes de nueve animales: ojos de langosta, cuernos de ciervo, hocico de camello, nariz de perro, bigotes de bagre, melena de león, cola de serpiente, escamas de pez y garras de águila.
El dragón es también la personificación del concepto del yang (masculino) y está relacionado con el tiempo como propiciador de la lluvia y el agua en general.

## Culto al dragón

### Origen

La antigua forma en estilo sello del símbolo chino para ‘dragón’, que ahora se escribe 龍 o 龙 y se pronuncia lóng en mandarín.

Algunas personas han propuesto que su forma es la fusión de los tótems de varias tribus como resultado de la fusión de las mismas. La forma enrollada de la serpiente o dragón jugó un importante papel en la antigua cultura china. Personajes legendarios como Nüwa se representan con cuerpos de serpientes. Algunos investigadores informan que el primer emperador de China legendario,  usaba una serpiente en su escudo de armas. Cada vez que conquistaba una nueva tribu incorporaba el emblema del enemigo derrotado en el suyo. Esto explica por qué el dragón parece tener características diversas de otros animales.
No hay relación aparente con el dragón occidental.

### El dragón como criatura mística

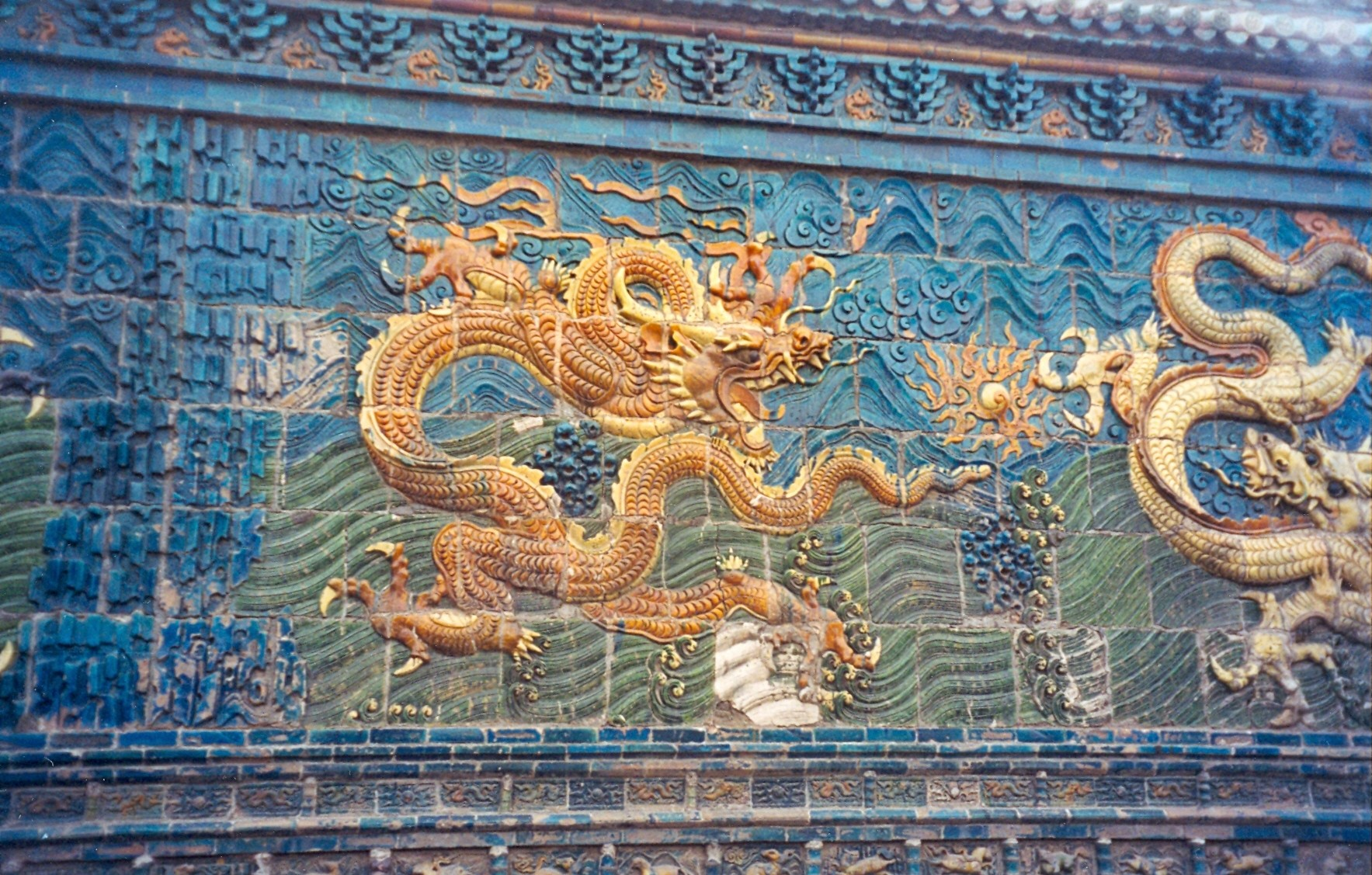
Pantalla de los Nueve Dragones, Datong (detalle).

Desde sus orígenes como tótem o representación estilizada de criaturas naturales, el dragón chino evolucionó para convertirse en un animal mítico Para la dinastía Han la apariencia del dragón se describía como un ser con el tronco de una serpiente, las escamas de una carpa, la cola de una ballena, los cuernos de ciervo, la cara de un camello, las garras de un águila, las orejas de un toro, los pies de un tigre y los ojos de una langosta, además de tener una perla llameante bajo su mentón. Los dragones chinos se representan ocasionalmente con alas de murciélago que crecen de sus miembros delanteros, pero la mayor parte de ellos carecen de ellas, si bien siguen siendo capaces de volar.
Esta descripción concuerda con las representaciones artísticas del dragón hasta la actualidad. El dragón también ha adquirido una gama casi ilimitada de poderes sobrenaturales. Se dice que es capaz de camuflarse como un gusano de seda o hacerse tan grande como el universo completo. Puede volar entre las nubes o esconderse en el agua (según el Guanzi). Puede formar nubes, transformarse en agua o fuego, volverse invisible o brillar en la oscuridad (según el Shuowen Jiezi).

### El dragón como gobernante del tiempo y el agua
Los dragones chinos están fuertemente relacionados con el agua en las creencias populares. Se cree que son los gobernantes de los cuerpos de agua en movimiento, como cascadas, ríos y mares. Pueden mostrarse como chorros de agua o tornados sobre el agua. En este puesto como gobernantes del agua y el tiempo, el dragón es más antropomórfico, representado a menudo como un humanoide, vestido con ropas de rey, pero con una cabeza de dragón que lleva el tocado real.
Hay cuatro Reyes Dragones principales, que representan cada uno de los cuatro mares: el Mar del Este (correspondiente al Mar de China Oriental), el Mar del Sur (Mar de la China Meridional), el Mar del Oeste (a veces considerado el Océano Índico y más allá) y el Mar del Norte (a veces considerado el Lago Baikal).
Debido a esta relación, a veces se les considera «a cargo» de los fenómenos meteorológicos relacionados con el agua. En la antigüedad muchas poblaciones chinas (especialmente las cercanas a ríos y mares) tenían templos dedicados a su Rey Dragón local. En épocas de sequía o inundación era costumbre que los ancianos y autoridades locales llevasen a la comunidad a dedicar sacrificios y celebrar otros ritos religiosos para apaciguar al dragón y pedirle lluvia o el cese de ésta.
El rey de Wuyue en el periodo de las Cinco Dinastías y los Diez Reinos era conocido a menudo como el «Rey Dragón» o el «Rey Dragón del Mar», debido a sus amplios proyectos de ingeniería hidrológica que «domaron» los mares.

### El dragón como símbolo de autoridad imperial

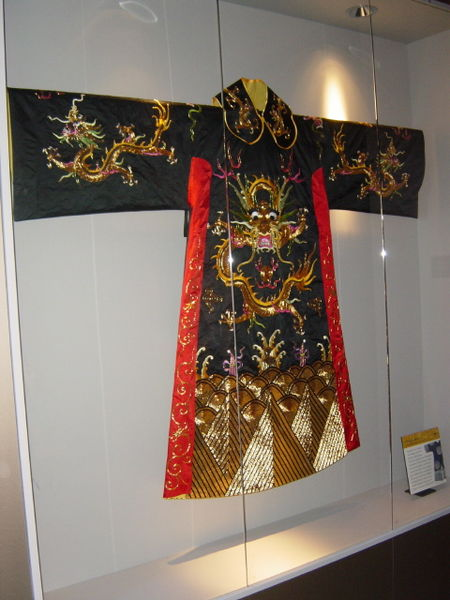
Túnica imperial de la dinastía Qing.

Al final de su reinado, se dice que el legendario primer emperador Huang Di fue inmortalizado como un dragón que se parecía a su emblema y ascendió al cielo. Debido a que los chinos consideran a Huang Di como su antepasado, a veces se llaman a sí mismos «los descendientes del dragón». 
Esta leyenda también contribuye al uso del dragón chino como símbolo del poder imperial.
El dragón, especialmente los dragones amarillos o dorados con cinco garras en cada pie, era un símbolo del emperador en muchas dinastías chinas. El trono imperial era llamado «Trono Dragón». Durante el final de la dinastía Qing el dragón fue adoptado incluso como bandera nacional. Era una ofensa capital que los plebeyos llevasen ropas con el símbolo del dragón. El dragón aparecía en los grabados de las escalinatas de los palacios y tumbas imperiales, como la Ciudad Prohibida en Pekín.
En algunas leyendas chinas, un emperador podía nacer con una marca de nacimiento con forma de dragón. Por ejemplo, una leyenda cuenta la historia de un campesino nacido con una marca de este tipo que derroca a la dinastía gobernante y funda una nueva. Otra leyenda habla de un príncipe que se escondió de sus enemigos y que es identificado por su marca de nacimiento con forma de dragón.
En contraste, la emperatriz de China se identificaba a menudo con el fenghuang.

### Creencia moderna en el dragón chino
En la época moderna, la creencia en el dragón parece ser esporádica. Muy pocos son los que todavía ven al dragón como una criatura literalmente real pero el culto a los Reyes Dragones como gobernantes del agua y el tiempo persiste en muchas regiones y está profundamente arraigada en las tradiciones culturales chinas, como las celebraciones del Año Nuevo Chino.

## Representaciones del dragón

### Representaciones neolíticas
Representaciones de dragones o parecidas a éstos han sido halladas en abundantes cantidades en yacimientos arqueológicos del Neolítico por toda China. La representación de dragones más antigua se ha encontrado en yacimientos de la cultura de Xinglongwa. En los yacimientos de la cultura de Yangshao en Xi'an se han hallado vasijas de arcilla con motivos de dragón. La cultura de Liangzhu también produjo diseños de dragón. Los yacimientos de la cultura de Hongshan en la actual Mongolia Interior demuestran que produjeron amuletos de jade con forma de cerdo-dragón.
Una de las formas más antiguas es esa del cerdo-dragón, una criatura alargada y enroscada con una cabeza parecida a la de un jabalí. El carácter para «dragón» en la escritura china más antigua tiene una forma enroscada parecida, al igual que los amuletos de jade de dragón posteriores del periodo de la dinastía Shang.

### Representaciones clásicas
Hay «Nueve Tipos Clásicos» de dragones, según se aparecen en el arte y la literatura chinos, y el nueve es un número favorable en la numerología china. Estos tipos son:
- Tianlong (天龍), el Dragón Celestial;
- Shenlong (神龍), el Dragón Espiritual;
- Fucanglong (伏藏龍), el Dragón de los Tesoros Ocultos;
- Dilong  (地龍), el Dragón del Inframundo;
- Yinglong (應龍), el Dragón Alado;
- Jiaolong (虯龍), el Dragón Astado;
- Panlong (蟠龍), el Dragón Enroscado, que habita las aguas;
- Huanglong (黃龍), el Dragón Amarillo, que emergió del río Luo para enseñar a Fuxi los elementos de la escritura;
- Rey Dragón (龍王).

Aparte de éstos, hay Nueve Hijos Dragones, que aparecen prominentemente en la decoración arquitectónica y monumental:
- El primer hijo se llama bixi (贔屭, pinyin bìxì), parece una tortuga gigante y es bueno para cargar peso. Suele aparecer esculpido en la base de piedra de lápidas monumentales.
- El segundo hijo se llama chiwen (螭吻, pinyin chǐwěn), parece una bestia y le gusta ver muy lejos. Siempre se le encuentra en los tejados.
- El tercer hijo se llama pulao (蒲牢, pinyin pǔláo), parece un pequeño dragón y le gusta rugir. Por esto siempre aparece en campanas.
- El cuarto hijo se llama bi'an (狴犴, pinyin bì'àn), parece un tigre y es poderoso. A menudo se le encuentra en las puertas de las prisiones para asustar a los presos.
- El quinto hijo se llama taotie (饕餮, pinyin tāotiè), le encanta comer y aparece en los utensilios de cocina y en los utensilios relacionados con la comida.
- El sexto hijo se llama baxia (蚣蝮, pinyin gōngfù o bāxià), le gusta estar en el agua y aparece en los puentes.
- El séptimo hijo se llama yazi (睚眥, pinyin yázī), le gusta matar y se halla en espadas y cuchillos.
- El octavo hijo se llama suanni (狻猊, pinyin suānní), parece un león y le gusta el humo además de tener afinidad con los fuegos artificiales. Suele aparecer en quemadores de incienso.
- El menor se llama jiaotu (椒圖, pinyin jiāotú), parece una caracola o almeja y no le gusta que lo molesten. Se usa en la puerta principal o umbral.

Hay otras dos especies (inferiores) de dragón, los jiao y los li, ambos sin cuernos. De los jiao se dice a veces que son dragonas. La palabra también se usa para aludir a cocodrilos y otros grandes reptiles. De los li se dice que son una versión amarilla de los jiao. Mientras los dragones suelen considerarse favorables o sagrados, los jiao y los li se representan a menudo como malos o malévolos.